# Turistická třída

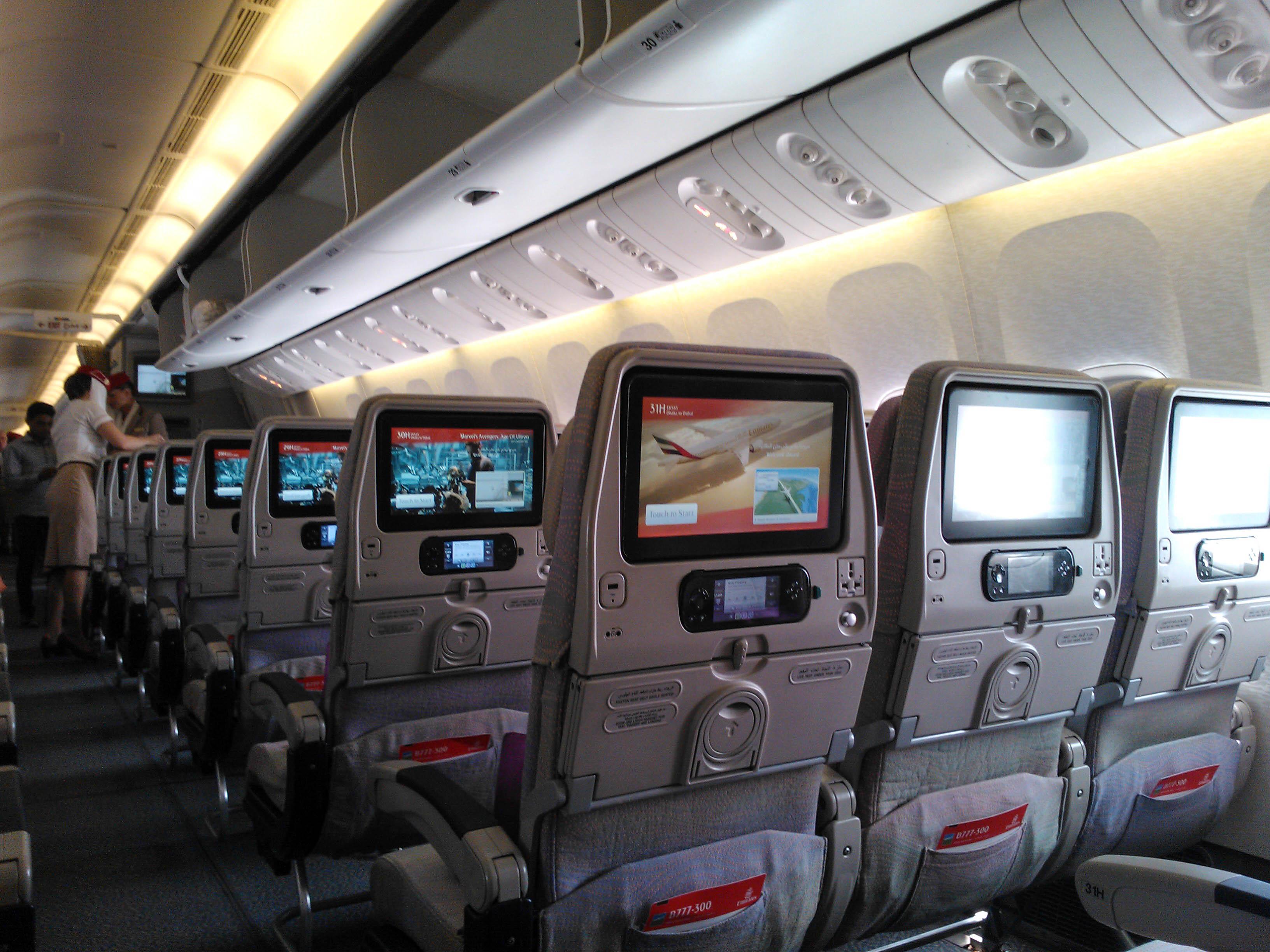
Turistická třída v Boeingu 777-300ER letecké společnosti Emirates s displeji (2015)

Turistická třída, anglicky economy class, v překladu ekonomická třída nebo standardní třída, je nejnižší a nejčastější cestovní třída sedadel při cestování letadlem, vlakem, lodí čí jiným dopravním prostředkem. Historicky byla tato třída poprvé nazývána turistickou na zaoceánských lodích.

## Letectví
V turistické třídě u leteckých společností je k dispozici sedadlo s mírně sklonitelným sedadlem a vyklopitelným stolkem. Rozestup mezi sedadly bývá 74 až 91 centimetrů. Kapsa přes sedadlem obsahuje sáček při nevolnosti, kartu s mapkou evakuačních východů, často také magazín a nabídku služeb. Podle délky letu a společnosti mohou cestující dostat deku, polštář, sluchátka, pantofle nebo malou taštičku s drobnostmi jako například oční maska, zubní pastou, kartáčkem a špunty do uší. Na palubě může být také nabízen IFE – In flight entertainment (zabavení při letu). Jako IFE se počítá rádio nebo mp3 přehrávač, obrazovka s promítáním filmu individuální a nebo nad hlavami pro více lidí.
V úzkotrupých letadlech se v turistické třídě sedí nejčastěji 3-3, 2-2 a občas 2-3. V širokotrupých letounech se sedí podle společnosti a šířky letadla v uspořádání 2-3-2, 2-4-2, 3-3-3, nebo 3-4-3. Ekonomická třída v letadle bývá označována jako „Y".
Například do největšího letadla Českých aerolinií, Airbusu A330-300 se vejde celkem 276 cestujících, přičemž je 24 v obchodní třídě a 252 v ekonomické.

### Premium Economy
Některé společnosti nabízejí třídu Economy Premium, ve které je o něco více prostoru na nohy, lepší sedadla a nebo lepší servis. Premium Economy nabízejí tyto například tyto společnosti, jen v některých letadlech a letech: Air Canada, Air New Zealand, Alitalia, American Airlines, Turkish Airlines, Thai Airways, Cathay Pacific, British Airways, Virgin Australia, Virgin Atlantic, EVA Air, Qantas, Delta Air Lines, JetBlue, Air India, United Airlines, Scandinavian Airlines, Singapore Airlines, Pakistan International Airlines a China Southern Airlines.